# Saison 2004 des United Soccer Leagues
La saison 2004 est la 18e disputée par les United Soccer Leagues. Cet article traite principalement des deux premières divisions des United Soccer Leagues, représentant les deux niveaux de soccer masculin professionnel dont l'organisation est responsable.
| Atlanta Charleston Milwaukee Minnesota Montréal Portland Richmond Rochester Seattle Syracuse Toronto Mariners Vancouver Pittsburgh Harrisburg Long Island Phantoms Westchester Pioneers Charlotte Wilmington Royals Utah San Diego California |

| USL A-League (16) - Silverbacks d'Atlanta - Mustangs de Calgary - Battery de Charleston - Edmonton FC - Wave United de Milwaukee - Thunder du Minnesota - Impact de Montréal - Timbers de Portland - Islanders de Porto Rico - Raging Rhinos de Rochester - Kickers de Richmond - Sounders de Seattle - Salty Dogs de Syracuse - Lynx de Toronto - Whitecaps de Vancouver - Mariners de Virginia Beach | USL Pro Soccer League (12) - Gold de Californie - Eagles de Charlotte - City Islanders d'Harrisburg - Rough Riders de Long Island - Panthoms du New Hampshire - Northern Virginia Royals - Riverhounds de Pittsburgh - Gauchos de San Diego - Blitzz de l'Utah - Flames de Westchester - Western Mass Pioneers - Hammerheads de Wilmington |

## Synthèse
- Il s'agit de la dernière saison avec le nom de A-League avant la dissolution officielle de cette ligue dans la USL First Division.
- Le Edmonton FC et les Islanders de Porto Rico obtiennent une place d'expansion en A-League. Deux équipes, les Eagles de Charlotte et les Riverhounds de Pittsburgh, présentes en A-League en 2003 rejoignent la USL Pro Soccer League. Le Blast de l'Indiana et les Patriots d'El Paso se joignent à la Premier Development League. Les Riverhawks de Cincinnati disparaissent à l'issue de la saison 2003[1].
- En USL Pro Soccer League, le Rage de Reading, le Dynamo de la Caroline et les Stallions du New Jersey rejoignent la Premier Development League tandis que le Freedom de New York disparaît après la saison 2003. Dans le même temps, les City Islanders d'Harrisburg forment la seule franchise d'expansion dans la ligue.

| Compétition            | Champion               | Finaliste              | Vainqueur saison régulière |
| ---------------------- | ---------------------- | ---------------------- | -------------------------- |
| USL A-League           | Impact de Montréal     | Sounders de Seattle    | Timbers de Portland        |
| USL Pro Soccer League  | Blitzz de l'Utah       | Eagles de Charlotte    | Riverhounds de Pittsburgh  |
| PDL                    | Central Florida Kraze  | Boulder Rapids Reserve | Réserve du Fire de Chicago |
| Lamar Hunt US Open Cup | Wizards de Kansas City | Fire de Chicago        |                            |

## Première division
Navigation
Édition précédente Édition suivante
Seize équipes sont alignées pour la saison 2004 de A-League avec notamment l'ajout du Edmonton FC au Canada et des Islanders de Porto Rico à Porto Rico. Les cinq équipes canadiennes dans la ligue offrent une dimension plus internationale au championnat qui sert alors de première division au Canada. L'apport des Islanders de Porto Rico est également intéressant dans la mesure où il s'agit de la toute première expérience de soccer professionnel sur l'île. Plusieurs joueurs sud-américains intègrent cette équipe qui donne un esprit plus latino-caribéen à la ligue.
Plusieurs anciens joueurs de Major League Soccer terminent leur carrière en A-League. On peut notamment citer Alex Pineda Chacón, Johnny Torres, Chris Carrieri, Dante Washington ou encore Richie Williams comme vétérans qui consolident le statut de la ligue en Amérique du Nord. Malgré des recrutements ambitieux, certaines équipes peinent à s'imposer alors même que l'Impact de Montréal, les Kickers de Richmond ou les Timbers de Portland font figure de surprises en s'installant au sommet du classement. La finale jouée entre Montréal et Seattle en terres québécoises attire une foule de 13 648 spectateurs, un record pour l'Impact de Montréal.
Finalement, bien que les succès sur et hors terrains soient significatifs, l'instabilité qui caractérise les franchises de A-League contraint Syracuse, Milwaukee, Calgary et Edmonton à disparaître au terme de la saison 2004. Signe avant-coureur, la ligue doit reprendre en main la franchise d'Edmonton en cours de saison, le 22 juillet, en raison des difficultés financières que connaissent les investisseurs locaux et change le nom de Edmonton Aviators à Edmonton FC.

### Clubs participants
| Équipe                     | Ville              | Stade                             | Fondation | Entraîneur                      |
| -------------------------- | ------------------ | --------------------------------- | --------- | ------------------------------- |
| Silverbacks d'Atlanta      | Atlanta, GA        | James R. Hallford Stadium         | 1998      | David Vaudreuil                 |
| Mustangs de Calgary        | Calgary, AB        | Stade McMahon                     | 2001      | Thomas Niendorf                 |
| Battery de Charleston      | Charleston, SC     | Blackbaud Stadium                 | 1993      | Chris Ramsey                    |
| Edmonton FC                | Edmonton, AB       | Stade du Commonwealth             | 2003      | Ross Ongaro                     |
| Wave United de Milwaukee   | Milwaukee, WI      | Uihlein Soccer Park               | 2002      |                                 |
| Thunder du Minnesota       | Blaine, MN         | James Griffin Stadium             | 1990      | Buzz Lagos                      |
| Impact de Montréal         | Montréal, QC       | Complexe sportif Claude-Robillard | 1992      | Nick De Santis                  |
| Timbers de Portland        | Portland, OR       | PGE Park                          | 2001      | Bobby Howe                      |
| Islanders de Porto Rico    | Bayamón, PR        | Juan Ramón Loubriel Stadium       | 2003      | Vitor Hugo Barros Hugo Maradona |
| Raging Rhinos de Rochester | Rochester, NY      | Frontier Field                    | 1996      | Pat Ercoli                      |
| Kickers de Richmond        | Richmond, VA       | City Stadium                      | 1993      | Leigh Cowlishaw                 |
| Sounders de Seattle        | Seattle, WA        | Qwest Field                       | 1994      | Brian Schmetzer                 |
| Salty Dogs de Syracuse     | Syracuse, NY       | NBT Bank Stadium                  | 2003      | Laurie Calloway                 |
| Lynx de Toronto            | Toronto, ON        | Centennial Park Stadium           | 1997      | Duncan Wilde                    |
| Whitecaps de Vancouver     | Burnaby, BC        | Swangard Stadium                  | 1986      | António Fonseca                 |
| Mariners de Virginia Beach | Virginia Beach, VA | Virginia Beach Sportsplex         | 1994      | Shawn McDonald                  |

### Saison régulière

#### Classements
| Rang | Équipe                   | Pts | J  | G  | N | P  | Bp | Bc | Diff |
| ---- | ------------------------ | --- | -- | -- | - | -- | -- | -- | ---- |
| 1    | Timbers de Portland      | 57  | 28 | 18 | 3 | 7  | 58 | 30 | +28  |
| 2    | Whitecaps de Vancouver   | 47  | 28 | 14 | 5 | 9  | 38 | 29 | +9   |
| 3    | Thunder du Minnesota     | 45  | 28 | 13 | 6 | 9  | 33 | 23 | +10  |
| 4    | Sounders de Seattle      | 43  | 28 | 13 | 4 | 11 | 40 | 34 | +6   |
| 5    | Wave United de Milwaukee | 40  | 28 | 12 | 4 | 12 | 44 | 48 | -4   |
| 6    | Mustangs de Calgary      | 18  | 28 | 4  | 6 | 18 | 30 | 51 | -21  |
| 7    | Edmonton FC              | 18  | 28 | 4  | 6 | 18 | 19 | 56 | -37  |

| Rang | Équipe                     | Pts | J  | G  | N | P  | Bp | Bc | Diff |
| ---- | -------------------------- | --- | -- | -- | - | -- | -- | -- | ---- |
| 1    | Impact de Montréal         | 56  | 28 | 17 | 5 | 6  | 36 | 15 | +21  |
| 2    | Richmond Kickers           | 54  | 28 | 17 | 3 | 8  | 44 | 29 | +15  |
| 3    | Salty Dogs de Syracuse     | 50  | 28 | 15 | 5 | 8  | 40 | 29 | +11  |
| 4    | Raging Rhinos de Rochester | 48  | 28 | 15 | 3 | 10 | 36 | 32 | +4   |
| 5    | Silverbacks d'Atlanta      | 45  | 28 | 14 | 3 | 11 | 41 | 48 | -7   |
| 6    | Mariners de Virginia Beach | 36  | 28 | 11 | 3 | 14 | 43 | 41 | +2   |
| 7    | Lynx de Toronto            | 32  | 28 | 10 | 2 | 16 | 38 | 50 | -12  |
| 8    | Battery de Charleston      | 27  | 28 | 7  | 6 | 15 | 30 | 39 | -9   |
| 9    | Islanders de Porto Rico    | 21  | 28 | 5  | 6 | 17 | 22 | 48 | -26  |

- Franchise qualifiée pour les séries éliminatoires

### Séries éliminatoires

#### Tableau
|  | Demi-finales de conférence        | Demi-finales de conférence        | Demi-finales de conférence  | Demi-finales de conférence  |                             |                             | Finales de conférence | Finales de conférence | Finales de conférence | Finales de conférence |  |  | Finale | Finale | Finale | Finale |
|  |                                   |                                   |                             |                             |                             |                             |                       |                       |                       |                       |  |  |        |        |        |        |
|  |                                   |                                   |                             |                             |                             |                             |                       |                       |                       |                       |  |  |        |        |        |        |
|  |                                   |                                   |                             |                             |                             |                             |                       |                       |                       |                       |  |  |        |        |        |        |
|  | (E1) Impact de Montréal           | (E1) Impact de Montréal           | 1                           | 1                           |                             |                             |                       |                       |                       |                       |  |  |        |        |        |        |
|  | (E1) Impact de Montréal           | (E1) Impact de Montréal           | 1                           | 1                           |                             |                             |                       |                       |                       |                       |  |  |        |        |        |        |
|  | (E4) Raging Rhinos de Rochester   | (E4) Raging Rhinos de Rochester   | 0                           | 0                           |                             |                             |                       |                       |                       |                       |  |  |        |        |        |        |
|  | (E4) Raging Rhinos de Rochester   | (E4) Raging Rhinos de Rochester   | 0                           | 0                           | (E1) Impact de Montréal     | (E1) Impact de Montréal     | 2                     | 1                     |                       |                       |  |  |        |        |        |        |
|  |                                   |                                   |                             |                             | (E1) Impact de Montréal     | (E1) Impact de Montréal     | 2                     | 1                     |                       |                       |  |  |        |        |        |        |
|  |                                   |                                   | (E3) Salty Dogs de Syracuse | (E3) Salty Dogs de Syracuse | 0                           | 1                           |                       |                       |                       |                       |  |  |        |        |        |        |
|  | (E3) Salty Dogs de Syracuse a. p. | (E3) Salty Dogs de Syracuse a. p. | (E3) Salty Dogs de Syracuse | (E3) Salty Dogs de Syracuse | 0                           | 1                           | 1                     | 1                     |                       |                       |  |  |        |        |        |        |
|  | (E3) Salty Dogs de Syracuse a. p. | (E3) Salty Dogs de Syracuse a. p. |                             |                             |                             |                             |                       | 1                     |                       |                       |  |  |        |        |        |        |
|  | (E2) Kickers de Richmond          | (E2) Kickers de Richmond          | 0                           | 2                           |                             |                             |                       |                       |                       |                       |  |  |        |        |        |        |
|  | (E2) Kickers de Richmond          | (E2) Kickers de Richmond          | 0                           | 2                           | (E1) Impact de Montréal     | (E1) Impact de Montréal     | 2                     | 2                     |                       |                       |  |  |        |        |        |        |
|  |                                   |                                   |                             |                             | (E1) Impact de Montréal     | (E1) Impact de Montréal     | 2                     | 2                     |                       |                       |  |  |        |        |        |        |
|  |                                   |                                   | (O4) Sounders de Seattle    | (O4) Sounders de Seattle    | 0                           | 0                           |                       |                       |                       |                       |  |  |        |        |        |        |
|  | (O3) Thunder du Minnesota         | (O3) Thunder du Minnesota         | (O4) Sounders de Seattle    | (O4) Sounders de Seattle    | 0                           | 0                           | 0                     | 0                     |                       |                       |  |  |        |        |        |        |
|  | (O3) Thunder du Minnesota         | (O3) Thunder du Minnesota         |                             |                             |                             |                             |                       |                       |                       |                       |  |  |        |        |        |        |
|  | (O2) Whitecaps de Vancouver       | (O2) Whitecaps de Vancouver       | 2                           | 1                           |                             |                             |                       |                       |                       |                       |  |  |        |        |        |        |
|  | (O2) Whitecaps de Vancouver       | (O2) Whitecaps de Vancouver       | 2                           | 1                           | (O2) Whitecaps de Vancouver | (O2) Whitecaps de Vancouver | 0                     | 1                     |                       |                       |  |  |        |        |        |        |
|  |                                   |                                   |                             |                             | (O2) Whitecaps de Vancouver | (O2) Whitecaps de Vancouver | 0                     | 1                     |                       |                       |  |  |        |        |        |        |
|  |                                   |                                   | (O4) Sounders de Seattle    | (O4) Sounders de Seattle    | 1                           | 1                           |                       |                       |                       |                       |  |  |        |        |        |        |
|  | (O4) Sounders de Seattle a. p.    | (O4) Sounders de Seattle a. p.    | (O4) Sounders de Seattle    | (O4) Sounders de Seattle    | 1                           | 1                           | 1                     | 2                     |                       |                       |  |  |        |        |        |        |
|  | (O4) Sounders de Seattle a. p.    | (O4) Sounders de Seattle a. p.    |                             |                             |                             |                             |                       | 2                     |                       |                       |  |  |        |        |        |        |
|  | (O1) Timbers de Portland          | (O1) Timbers de Portland          | 2                           | 0                           |                             |                             |                       |                       |                       |                       |  |  |        |        |        |        |
|  | (O1) Timbers de Portland          | (O1) Timbers de Portland          | 2                           | 0                           |                             |                             |                       |                       |                       |                       |  |  |        |        |        |        |
|  |                                   |                                   |                             |                             |                             |                             |                       |                       |                       |                       |  |  |        |        |        |        |

#### Résultats

##### Demi-finales de conférence
Aller
| 1er septembre 2004 | Timbers de Portland             | 2 - 1 | Sounders de Seattle      |                                                                        |                                                                        |
| 19:05 UTC-8        | Alvarez 52e · Gregor 81e (pen.) |       | 17e Levesque · 79e Vélez | PGE Park, Portland, Oregon Spectateurs : 4 863 Arbitrage : Nathan Lacy | PGE Park, Portland, Oregon Spectateurs : 4 863 Arbitrage : Nathan Lacy |

| 3 septembre 2004 | Kickers de Richmond | 0 - 1 | Salty Dogs de Syracuse |                                                                              |                                                                              |
| 19:00 UTC-5      |                     |       | 63e Lyssand            | City Stadium, Richmond, Virginie Spectateurs : 2 776 Arbitrage : Abbas Piran | City Stadium, Richmond, Virginie Spectateurs : 2 776 Arbitrage : Abbas Piran |

| 3 septembre 2004 | Rhinos de Rochester | 0 - 1 | Impact de Montréal |                                                                                  |                                                                                  |
| 19:35 UTC-5      |                     |       | 53e Sebrango       | Frontier Field, Rochester, New York Spectateurs : 7 124 Arbitrage : Roni Canales | Frontier Field, Rochester, New York Spectateurs : 7 124 Arbitrage : Roni Canales |

| 3 septembre 2004 | Whitecaps de Vancouver                              | 2 - 0 | Thunder du Minnesota |                                                                                             |                                                                                             |
| 19:00 UTC-8      | Corazzin 6e · Xausa 47e · Kindel 58e · Corazzin 90e |       | 90e Tenoff           | Stade Swangard, Vancouver, Colombie-Britannique Spectateurs : 4 135 Arbitrage : Dave Gantar | Stade Swangard, Vancouver, Colombie-Britannique Spectateurs : 4 135 Arbitrage : Dave Gantar |

Retour
| 5 septembre 2004 | Sounders de Seattle | 2 - 0 a. p. | Timbers de Portland |                                                                               |                                                                               |
|                  | Wélton 5e 100e      |             |                     | Qwest Field, Seattle, Washington Spectateurs : 3 490 Arbitrage : Jair Marrufo | Qwest Field, Seattle, Washington Spectateurs : 3 490 Arbitrage : Jair Marrufo |

| 5 septembre 2004 | Impact de Montréal | 1 - 0 | Rhinos de Rochester |                                                                                 |                                                                                 |
| 19:00 UTC-5      | Sebrango 32e       |       | 34e, 74e Wilson     | Complexe sportif Claude-Robillard, Montréal, Québec Arbitrage : Silviu Petrescu | Complexe sportif Claude-Robillard, Montréal, Québec Arbitrage : Silviu Petrescu |

| 5 septembre 2004 | Salty Dogs de Syracuse                                | 1 - 2 a. p. 5 - 4 t. a. b. | Kickers de Richmond                                |                                                                                          |                                                                                          |
| 17:00 UTC-5      | Woan 41e                                              |                            | 6e Brown · 90e Knight                              | SUNY Cortland Stadium, Cortland, New York Spectateurs : 2 560 Arbitrage : Ronnie Canales | SUNY Cortland Stadium, Cortland, New York Spectateurs : 2 560 Arbitrage : Ronnie Canales |
| 17:00 UTC-5      | Schweitzer · Lara · Woan · O'Neill · Carabajal · Foss | Tirs au but 5 - 4          | Ukrop · Lekics · Swinehart · Jeffrey · Hayes · Fox | SUNY Cortland Stadium, Cortland, New York Spectateurs : 2 560 Arbitrage : Ronnie Canales | SUNY Cortland Stadium, Cortland, New York Spectateurs : 2 560 Arbitrage : Ronnie Canales |

| 5 septembre 2004 | Thunder du Minnesota | 0 - 1 | Whitecaps de Vancouver |                                                                                          |                                                                                          |
| 18:00 UTC-6      |                      |       | 75e Morris             | James Griffin Stadium, Saint Paul, Minnesota Spectateurs : 589 Arbitrage : Brian D'Amato | James Griffin Stadium, Saint Paul, Minnesota Spectateurs : 589 Arbitrage : Brian D'Amato |

##### Finales de conférence
Aller
| 10 septembre 2004 | Salty Dogs de Syracuse           | 0 - 2 | Impact de Montréal         |                                                                                    |                                                                                    |
| 19:30             | Suarez 26e, 49e · Rivas 79e, 90e |       | 70e Commodore · 73e Biello | NBT Bank Stadium, Syracuse, New York Spectateurs : 6 345 Arbitrage : Andrew Chapin | NBT Bank Stadium, Syracuse, New York Spectateurs : 6 345 Arbitrage : Andrew Chapin |
| 19:30             | Rapport                          |       |                            | NBT Bank Stadium, Syracuse, New York Spectateurs : 6 345 Arbitrage : Andrew Chapin | NBT Bank Stadium, Syracuse, New York Spectateurs : 6 345 Arbitrage : Andrew Chapin |

| 10 septembre 2004 | Sounders de Seattle | 1 - 0 | Whitecaps de Vancouver |                                                                                   |                                                                                   |
| 20:00             | Bolaños 57e         |       |                        | Qwest Field, Seattle, Washington Spectateurs : 2 496 Arbitrage : Baldomero Toledo | Qwest Field, Seattle, Washington Spectateurs : 2 496 Arbitrage : Baldomero Toledo |
| 20:00             | Rapport             |       |                        | Qwest Field, Seattle, Washington Spectateurs : 2 496 Arbitrage : Baldomero Toledo | Qwest Field, Seattle, Washington Spectateurs : 2 496 Arbitrage : Baldomero Toledo |

Retour
| 12 septembre 2004 | Impact de Montréal | 1 - 1 | Salty Dogs de Syracuse |                                                                                                 |                                                                                                 |
| 16:00             | Leduc 20e (pen.)   |       | 39e Low                | Complexe sportif Claude-Robillard, Montréal, Québec Spectateurs : 8 539 Arbitrage : José Farias | Complexe sportif Claude-Robillard, Montréal, Québec Spectateurs : 8 539 Arbitrage : José Farias |
| 16:00             | Rapport            |       |                        | Complexe sportif Claude-Robillard, Montréal, Québec Spectateurs : 8 539 Arbitrage : José Farias | Complexe sportif Claude-Robillard, Montréal, Québec Spectateurs : 8 539 Arbitrage : José Farias |

| 12 septembre 2004 | Whitecaps de Vancouver | 1 - 1 | Sounders de Seattle           |                                                                                           |                                                                                           |
| 19:00             | Jordan 18e             |       | 44e Farrell · 69e, 72e Wélton | Swangard Stadium, Burnaby, Colombie-Britannique Spectateurs : 6 195 Arbitrage : Tiger Liu | Swangard Stadium, Burnaby, Colombie-Britannique Spectateurs : 6 195 Arbitrage : Tiger Liu |
| 19:00             | Rapport                |       |                               | Swangard Stadium, Burnaby, Colombie-Britannique Spectateurs : 6 195 Arbitrage : Tiger Liu | Swangard Stadium, Burnaby, Colombie-Britannique Spectateurs : 6 195 Arbitrage : Tiger Liu |

##### Finale
| 18 septembre 2004 | Impact de Montréal                              | 2 - 0 | Sounders de Seattle | Complexe sportif Claude-Robillard, Montréal, Québec |                                                   |
| 19:00 UTC-6       | Mauricio Vincello 33e · Frederick Commodore 78e |       |                     | Spectateurs : 13 648 Arbitrage : Mauricio Navarro   | Spectateurs : 13 648 Arbitrage : Mauricio Navarro |

| Vainqueur de la A-League 2004 Impact de Montréal 2e titre |

### Récompenses et distinctions
En fin de saison, des distinctions individuelles sont remises à certains joueurs et une équipe-type de la ligue est composée.

#### Récompenses individuelles
- Most Valuable Player (MVP) :  Jason Jordan (Whitecaps de Vancouver)
- Meilleur buteur :  Jason Jordan (Whitecaps de Vancouver)
- Meilleur défenseur :  Taylor Graham (Sounders de Seattle)
- Gardien de l'année :  Greg Sutton (Impact de Montréal)
- Recrue de l'année :  Dan Kennedy (Islanders de Puerto Rico)
- Entraîneur de l'année :  Nick De Santis (Impact de Montréal)

#### Équipe-type
- Gardien :  Greg Sutton (MTL)
- Défenseurs :  Gabriel Gervais (MTL),  Taylor Graham (SEA),  Scott Thompson (POR)
- Milieux de terrain :  Steve Klein (VAN),  Mauro Biello (MTL),  Hugo Alcaraz-Cuellar (POR),  Kirk Wilson (ROC)
- Attaquants :  Jason Jordan (VAN),  Fabian Dawkins (ATL),  Mauricio Salles (PUR)

## Seconde division
Navigation
Édition précédente Édition suivante
Après une saison 2003 difficile, la Pro Soccer League se rétablit malgré la disparition de trois équipes. Une nouvelle franchise rejoint la ligue (Harrisburg City Islanders) tandis que deux équipes passent de la A-League à la PSL, en l'occurrence les Riverhounds de Pittsburgh et les Eagles de Charlotte. La saison 2004 est aussi l'occasion de renommer la ligue qui devient Pro Soccer League (anciennement Pro Select League).
Sur les terrains, les nouvelles équipes de Pittsburgh et Charlotte remportent leurs divisions respectives et trouvent ainsi rapidement leurs marques alors que Harrisburg termine à la deuxième position en division Atlantique. Après un bon début de saison, les Rough Riders de Long Island s'effacent progressivement et terminent au pied du classement de leur division. Dans l'Ouest, le Gold de la Californie est à la peine pendant toute la saison avec seulement trois victoires. De leur côté, les Gauchos de San Diego, qui avaient connu une saison similaire au Gold en 2003, se reprennent et retrouvent une fiche de .5 au classement. À l'issue de la saison, ces deux équipes rejoignent finalement la Premier Development League.
Les finales de division n'offrent aucune surprise puisque toutes les équipes en tête au cours de la saison régulière accèdent aux demi-finales et rejoignent les Phantoms du New Hampshire. À ce stade de la compétition, le jeu défensif règne puisque les deux finalistes se qualifient par le score minimaliste de 1-0. La finale oppose ainsi les Eagles de Charlotte et le Blitzz de l'Utah. Le temps réglementaire n'est pas suffisant pour départager les équipes qui se neutralisent sur le score de 2-2 jusqu'en séance de tirs au but où la franchise de l'Utah remporte son second titre, le dernier avant sa promotion en A-League la saison suivante.

### Clubs participants
| Division Atlantique         |                      |                                     |           |                   |
| Équipe                      | Ville                | Stade                               | Fondation | Entraîneur        |
| Harrisburg City Islanders   | Harrisburg, PA       | Skyline Sports Complex              | 2003      | Bill Becher       |
| Rough Riders de Long Island | South Huntington, NY | Mitchel Athletic Complex            | 1994      | Ronan Wiseman     |
| Riverhounds de Pittsburgh   | Pittsburgh, PA       | Moon Area High School Stadium       | 1998      | Ricardo Iribarren |
| Division Nord               |                      |                                     |           |                   |
| Équipe                      | Ville                | Stade                               | Fondation | Entraîneur        |
| Phantoms du New Hampshire   | Portsmouth, NH       | Manchester West High School Stadium | 1996      |                   |
| Flames de Westchester       | New Rochelle, NY     | City Park Stadium                   | 1999      | Anthony Roros     |
| Western Mass Pioneers       | Ludlow, MA           | Lusitano Stadium                    | 1998      | Leszek Wrona      |
| Division Sud                |                      |                                     |           |                   |
| Équipe                      | Ville                | Stade                               | Fondation | Entraîneur        |
| Eagles de Charlotte         | Charlotte, NC        | Waddell Stadium                     | 1991      | Mark Steffens     |
| Royals de Northern Virginia | Woodbridge, VA       | Forest Park High School Stadium     | 1998      | Silvino Gonzalo   |
| Hammerheads de Wilmington   | Wilmington, NC       | Legion Stadium                      | 1996      | David Irving      |
| Division Ouest              |                      |                                     |           |                   |
| Équipe                      | Ville                | Stade                               | Fondation | Entraîneur        |
| Gold de la Californie       | Ripon, CA            | Ripon High School Stadium           | 2002      | Haris Demidzic    |
| Gauchos de San Diego        | San Diego, CA        | Torero Stadium                      | 2002      | Bob Maruca        |
| Blitzz de l'Utah            | Salt Lake City, UT   | Rice-Eccles Stadium                 | 2000      | Chris Agnello     |

### Saison régulière

#### Classements
| Rang | Équipe                    | Pts | J  | G  | N | P  | Bp | Bc | Diff |
| ---- | ------------------------- | --- | -- | -- | - | -- | -- | -- | ---- |
| 1    | Phantoms du New Hampshire | 31  | 20 | 10 | 1 | 9  | 46 | 33 | +13  |
| 2    | Flames de Westchester     | 27  | 20 | 8  | 3 | 9  | 38 | 43 | -5   |
| 3    | Western Mass Pioneers     | 26  | 20 | 8  | 2 | 10 | 34 | 34 | 0    |

| Rang | Équipe                      | Pts | J  | G  | N | P  | Bp | Bc | Diff |
| ---- | --------------------------- | --- | -- | -- | - | -- | -- | -- | ---- |
| 1    | Riverhounds de Pittsburgh   | 52  | 20 | 17 | 1 | 2  | 48 | 17 | +31  |
| 2    | Harrisburg City Islanders   | 33  | 20 | 10 | 3 | 7  | 40 | 25 | +15  |
| 3    | Rough Riders de Long Island | 25  | 20 | 8  | 1 | 11 | 31 | 43 | -12  |

| Rang | Équipe                   | Pts | J  | G  | N | P  | Bp | Bc | Diff |
| ---- | ------------------------ | --- | -- | -- | - | -- | -- | -- | ---- |
| 1    | Blitzz de l'Utah         | 36  | 20 | 11 | 3 | 6  | 39 | 16 | +23  |
| 2    | Gauchos de San Diego     | 29  | 20 | 9  | 2 | 9  | 26 | 41 | -15  |
| 3    | Gold de la Californie -6 | 5   | 20 | 2  | 5 | 13 | 18 | 46 | -28  |

| Rang | Équipe                         | Pts | J  | G  | N | P  | Bp | Bc | Diff |
| ---- | ------------------------------ | --- | -- | -- | - | -- | -- | -- | ---- |
| 1    | Eagles de Charlotte            | 44  | 20 | 14 | 2 | 4  | 53 | 19 | +34  |
| 2    | Hammerheads de Wilmington      | 33  | 20 | 10 | 3 | 6  | 32 | 20 | +12  |
| 3    | Royals de Northern Virginia -3 | 6   | 19 | 3  | 0 | 16 | 18 | 64 | -46  |

- Franchise qualifiée pour les demi-finales
- Franchise qualifiée pour les finales de division

### Séries éliminatoires

#### Tableau
|  | Finales de division            | Finales de division            | Finales de division       | Finales de division       |                     |                     | Demi-finale | Demi-finale | Demi-finale | Demi-finale |  |  | Finale | Finale | Finale | Finale |
|  |                                |                                |                           |                           |                     |                     |             |             |             |             |  |  |        |        |        |        |
|  |                                |                                |                           |                           |                     |                     |             |             |             |             |  |  |        |        |        |        |
|  |                                |                                |                           |                           |                     |                     |             |             |             |             |  |  |        |        |        |        |
|  |                                |                                |                           |                           |                     |                     |             |             |             |             |  |  |        |        |        |        |
|  |                                |                                |                           |                           |                     |                     |             |             |             |             |  |  |        |        |        |        |
|  |                                |                                |                           |                           |                     |                     |             |             |             |             |  |  |        |        |        |        |
|  | Phantoms du New Hampshire      | Phantoms du New Hampshire      | 0                         | 0                         |                     |                     |             |             |             |             |  |  |        |        |        |        |
|  | Phantoms du New Hampshire      | Phantoms du New Hampshire      | 0                         | 0                         |                     |                     |             |             |             |             |  |  |        |        |        |        |
|  |                                |                                | Eagles de Charlotte       | Eagles de Charlotte       | 1                   | 1                   |             |             |             |             |  |  |        |        |        |        |
|  | (S1) Eagles de Charlotte       | (S1) Eagles de Charlotte       | Eagles de Charlotte       | Eagles de Charlotte       | 1                   | 1                   | 2           | 3           |             |             |  |  |        |        |        |        |
|  | (S1) Eagles de Charlotte       | (S1) Eagles de Charlotte       |                           |                           |                     |                     |             | 3           |             |             |  |  |        |        |        |        |
|  | (S2) Hammerheads de Wilmington | (S2) Hammerheads de Wilmington | 2                         | 2                         |                     |                     |             |             |             |             |  |  |        |        |        |        |
|  | (S2) Hammerheads de Wilmington | (S2) Hammerheads de Wilmington | 2                         | 2                         | Eagles de Charlotte | Eagles de Charlotte | 2 (4)       | 2 (4)       |             |             |  |  |        |        |        |        |
|  |                                |                                |                           |                           | Eagles de Charlotte | Eagles de Charlotte | 2 (4)       | 2 (4)       |             |             |  |  |        |        |        |        |
|  |                                |                                | Blitzz de l'Utah t. a. b. | Blitzz de l'Utah t. a. b. | 2 (5)               | 2 (5)               |             |             |             |             |  |  |        |        |        |        |
|  | (O2) Gauchos de San Diego      | (O2) Gauchos de San Diego      | Blitzz de l'Utah t. a. b. | Blitzz de l'Utah t. a. b. | 2 (5)               | 2 (5)               | 1           | 1           |             |             |  |  |        |        |        |        |
|  | (O2) Gauchos de San Diego      | (O2) Gauchos de San Diego      |                           |                           |                     |                     |             |             |             |             |  |  |        |        |        |        |
|  | (O1) Blitzz de l'Utah          | (O1) Blitzz de l'Utah          | 2                         | 2                         |                     |                     |             |             |             |             |  |  |        |        |        |        |
|  | (O1) Blitzz de l'Utah          | (O1) Blitzz de l'Utah          | 2                         | 2                         | Blitzz de l'Utah    | Blitzz de l'Utah    | 1           | 1           |             |             |  |  |        |        |        |        |
|  |                                |                                |                           |                           | Blitzz de l'Utah    | Blitzz de l'Utah    | 1           | 1           |             |             |  |  |        |        |        |        |
|  |                                |                                | Riverhounds de Pittsburgh | Riverhounds de Pittsburgh | 0                   | 0                   |             |             |             |             |  |  |        |        |        |        |
|  | (A1) Riverhounds de Pittsburgh | (A1) Riverhounds de Pittsburgh | Riverhounds de Pittsburgh | Riverhounds de Pittsburgh | 0                   | 0                   | 4           | 3           |             |             |  |  |        |        |        |        |
|  | (A1) Riverhounds de Pittsburgh | (A1) Riverhounds de Pittsburgh |                           |                           |                     |                     |             | 3           |             |             |  |  |        |        |        |        |
|  | (A2) Harrisburg City Islanders | (A2) Harrisburg City Islanders | 0                         | 1                         |                     |                     |             |             |             |             |  |  |        |        |        |        |
|  | (A2) Harrisburg City Islanders | (A2) Harrisburg City Islanders | 0                         | 1                         |                     |                     |             |             |             |             |  |  |        |        |        |        |
|  |                                |                                |                           |                           |                     |                     |             |             |             |             |  |  |        |        |        |        |

#### Résultats

##### Finales de division
Division Atlantique
| 20 août 2004 | Riverhounds de Pittsburgh                             | 4 - 0 | Harrisburg City Islanders |                                                                                               |                                                                                               |
|              | Flavius 5e · Chevalier 30e · Chulis 52e · Hartung 58e |       |                           | Moon Area High School, Moon Township, Pennsylvanie Spectateurs : 2 291 Arbitrage : Stan Nagle | Moon Area High School, Moon Township, Pennsylvanie Spectateurs : 2 291 Arbitrage : Stan Nagle |
|              | Rapport                                               |       |                           | Moon Area High School, Moon Township, Pennsylvanie Spectateurs : 2 291 Arbitrage : Stan Nagle | Moon Area High School, Moon Township, Pennsylvanie Spectateurs : 2 291 Arbitrage : Stan Nagle |

| 21 août 2004 | Harrisburg City Islanders | 1 - 3 | Riverhounds de Pittsburgh |                                                                                               |                                                                                               |
|              | Guastaferro 25e           |       | 28e Flavius · 32e 57e Ali | Skyline Sports Complex, Harrisburg, Pennsylvanie Spectateurs : 776 Arbitrage : Jeffrey Mellen | Skyline Sports Complex, Harrisburg, Pennsylvanie Spectateurs : 776 Arbitrage : Jeffrey Mellen |
|              | Rapport                   |       |                           | Skyline Sports Complex, Harrisburg, Pennsylvanie Spectateurs : 776 Arbitrage : Jeffrey Mellen | Skyline Sports Complex, Harrisburg, Pennsylvanie Spectateurs : 776 Arbitrage : Jeffrey Mellen |

Division Sud
| 20 août 2004 | Eagles de Charlotte        | 2 - 2 | Hammerheads de Wilmington |                                                                                                |                                                                                                |
|              | Coggins 64e · Hotchkin 75e |       | 25e Bagley · 70e Miller   | Moon Area High School, Moon Township, Pennsylvanie Spectateurs : 1 382 Arbitrage : Abbas Piran | Moon Area High School, Moon Township, Pennsylvanie Spectateurs : 1 382 Arbitrage : Abbas Piran |
|              | Rapport                    |       |                           | Moon Area High School, Moon Township, Pennsylvanie Spectateurs : 1 382 Arbitrage : Abbas Piran | Moon Area High School, Moon Township, Pennsylvanie Spectateurs : 1 382 Arbitrage : Abbas Piran |

| 21 août 2004 | Hammerheads de Wilmington | 2 - 3 | Eagles de Charlotte                 |                                                                                           |                                                                                           |
|              | Corrie 39e · Miller 53e   |       | 23e Coggins · 84e Daka · 90e Lemons | Legion Stadium, Wilmington, Caroline du Nord Spectateurs : 1 036 Arbitrage : Roni Canales | Legion Stadium, Wilmington, Caroline du Nord Spectateurs : 1 036 Arbitrage : Roni Canales |
|              | Rapport                   |       |                                     | Legion Stadium, Wilmington, Caroline du Nord Spectateurs : 1 036 Arbitrage : Roni Canales | Legion Stadium, Wilmington, Caroline du Nord Spectateurs : 1 036 Arbitrage : Roni Canales |

Division Ouest
| 20 août 2004 | Gauchos de San Diego | 1 - 2 | Blitzz de l'Utah     |                                                                                          |                                                                                          |
|              | Gómez 65e            |       | 9e Evans · 54e Boyce | Torero Stadium, San Diego, Californie Spectateurs : 8 539 Arbitrage : Feliciano Palomino | Torero Stadium, San Diego, Californie Spectateurs : 8 539 Arbitrage : Feliciano Palomino |
|              | Rapport              |       |                      | Torero Stadium, San Diego, Californie Spectateurs : 8 539 Arbitrage : Feliciano Palomino | Torero Stadium, San Diego, Californie Spectateurs : 8 539 Arbitrage : Feliciano Palomino |

##### Demi-finales
| 28 août 2004 | Blitzz de l'Utah             | 1 - 0 | Riverhounds de Pittsburgh |                                                                                       |                                                                                       |
|              | Carmichael 50e · Cummins 69e |       |                           | Rice-Eccles Stadium, Salt Lake City, Utah Spectateurs : 5 866 Arbitrage : Yader Reyes | Rice-Eccles Stadium, Salt Lake City, Utah Spectateurs : 5 866 Arbitrage : Yader Reyes |
|              | Rapport                      |       |                           | Rice-Eccles Stadium, Salt Lake City, Utah Spectateurs : 5 866 Arbitrage : Yader Reyes | Rice-Eccles Stadium, Salt Lake City, Utah Spectateurs : 5 866 Arbitrage : Yader Reyes |

| 28 août 2004 | Phantoms du New Hampshire | 0 - 1 | Eagles de Charlotte | | |
|              |                           |       | 47e Daka            | Souhegan High School Stadium, New Hampshire, New Hampshire Spectateurs : 1 408 Arbitrage : Charles Mitchell | Souhegan High School Stadium, New Hampshire, New Hampshire Spectateurs : 1 408 Arbitrage : Charles Mitchell |
|              | Rapport                   |       |                     | Souhegan High School Stadium, New Hampshire, New Hampshire Spectateurs : 1 408 Arbitrage : Charles Mitchell | Souhegan High School Stadium, New Hampshire, New Hampshire Spectateurs : 1 408 Arbitrage : Charles Mitchell |

##### Finale
| 4 septembre 2004                                    | Eagles de Charlotte | 2 - 2                                               | Blitzz de l'Utah | Waddell Stadium, Charlotte, Caroline du Nord |  |
|                                                     |                     |                                                     |                  |                                              |  |
|                                                     | Rapport             |                                                     |                  |                                              |  |
| Réussi · Réussi · Réussi · Réussi · Manqué · Manqué | Tirs au but 4 - 5   | Réussi · Réussi · Réussi · Réussi · Manqué · Réussi |                  |                                              |  |

| Vainqueur de la USL Pro Soccer League 2004 Blitzz de l'Utah |

### Récompenses et distinctions
En fin de saison, des distinctions individuelles sont remises à certains joueurs.

#### Récompenses individuelles
- Most Valuable Player (MVP) :  Jacob Coggins (Eagles de Charlotte)[9]
- Meilleur buteur :  Jacob Coggins (Eagles de Charlotte)
- Défenseur de l'année :  Tim Karalexis (Hammerheads de Wilmington)
- Recrue de l'année :  Saïd Ali (Riverhounds de Pittsburgh)
- Entraîneur de l'année :  Mark Stefens (Eagles de Charlotte)[10]